# Каменьнаволок
Ка́меньнаволок (карел. Kiviniemi) — старинная карельская деревня в составе Эссойльского сельского поселения Пряжинского национального района Республики Карелия, комплексный памятник архитектуры.

## Общие сведения
Располагается на северо-западном берегу озера Шотозеро.
В деревне находится памятник архитектуры середины XIX века — часовня Николая Чудотворца с поклонным крестом.

## Население
Численность населения в 1905 году составляла 78 человек.
| 2002 | 2010 | 2013 |
| ---- | ---- | ---- |
| 7    | →7   | ↘6   |

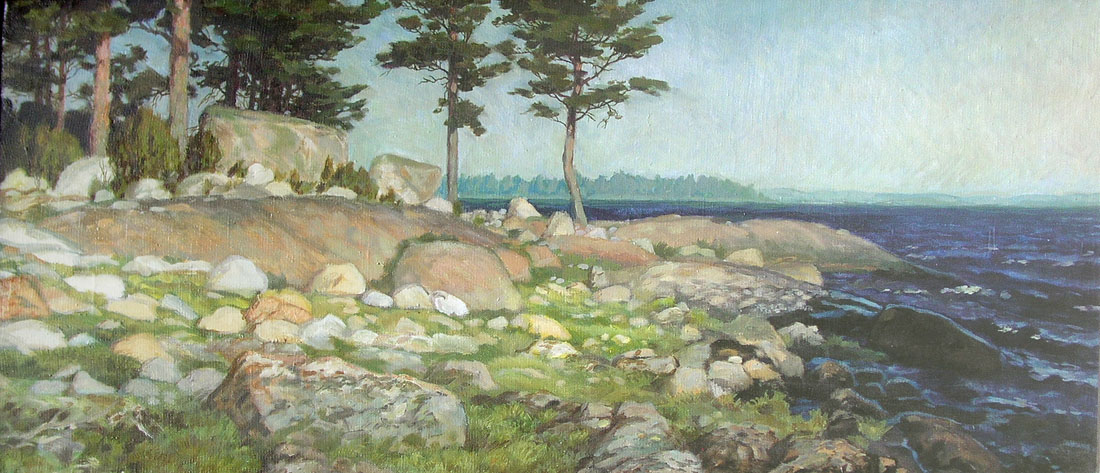
Максимильян Пресняков. Озеро Шотозеро, Каменьнаволок (1999)
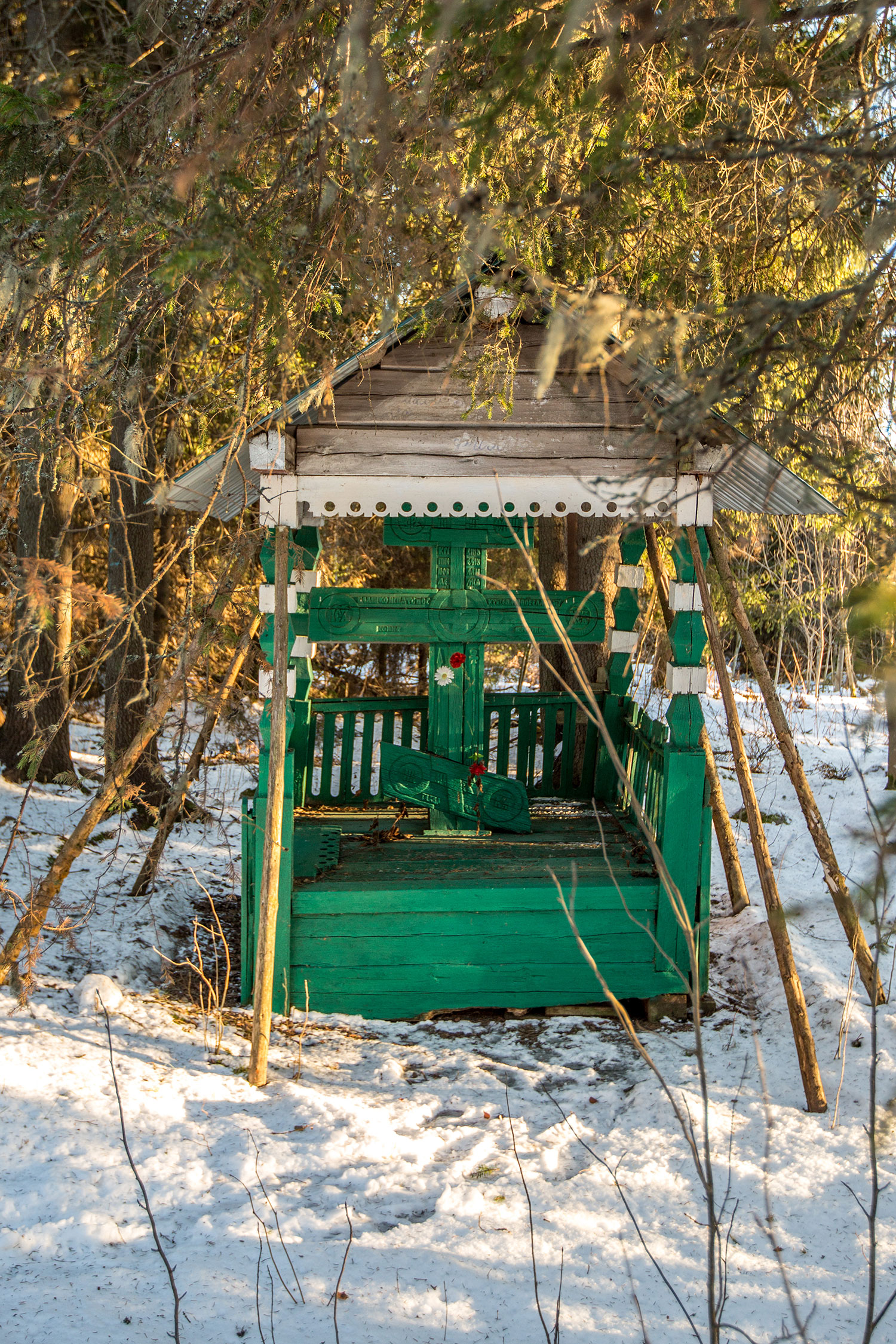
Крест поклонный